# Saga (Ger)
Saga és una entitat de població situada al NW del municipi cerdà de Ger a 1.100 metres d'altitud sobre el nivell del mar. El 2011 tenia dinou habitants. Hi destaca l'església romànica de Santa Eugènia de Saga. Al segle X el monestir de Sant Miquel de Cuixà hi tenia un alou. D'altra banda, el lloc és citat en l'acta de consagració de la catedral d'Urgell. Saga pervingué a la família dels cavallers de Saga, les possessions dels quals arribaren fins a Arànser, i dels Saga passà als Oms per enllaços familiars. El 1372, Berenguer d'Oms vengué el lloc al monestir de Sant Martí de Canigó, que posseí l'indret fins a l'extinció de les senyories.

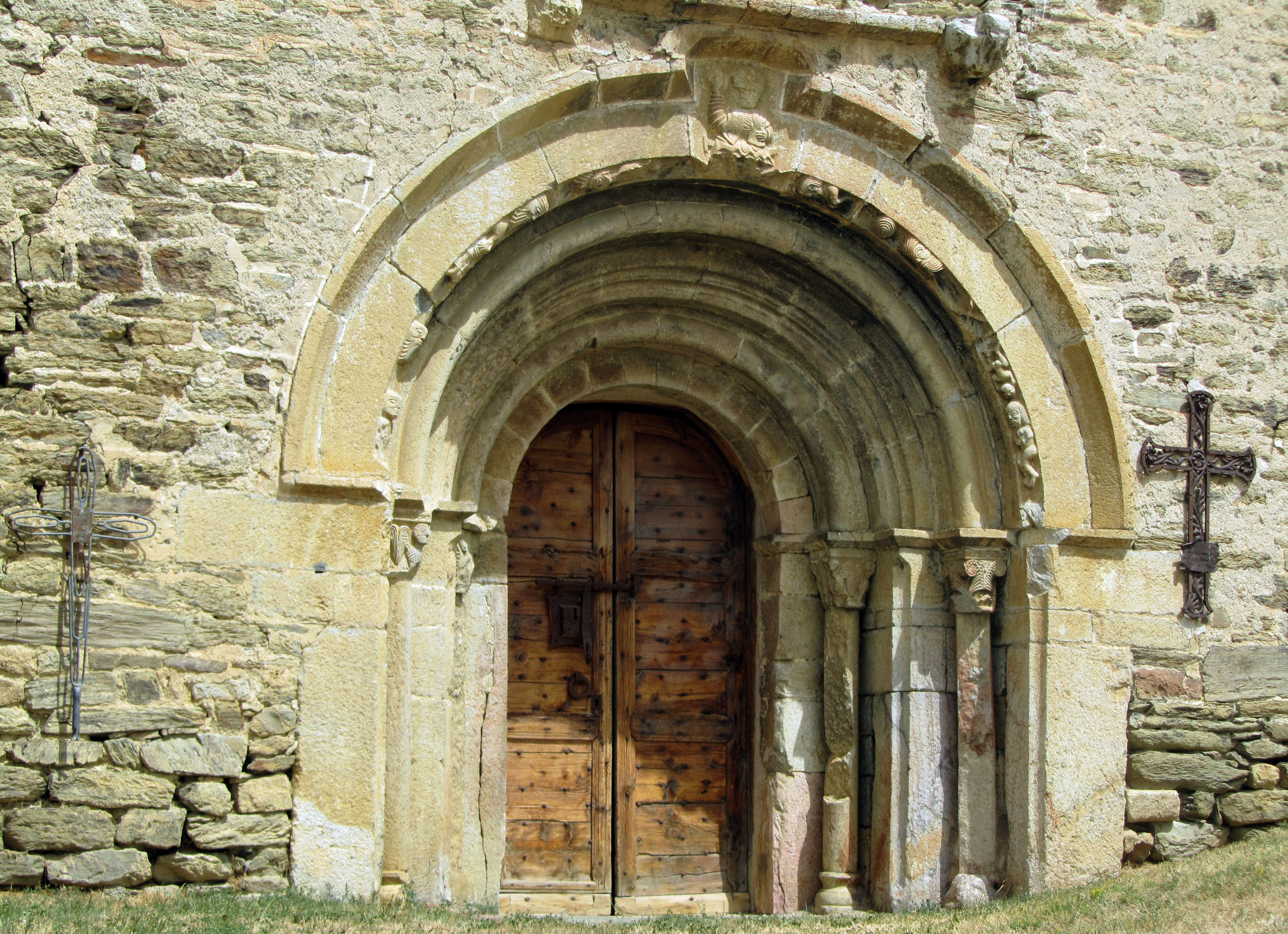
Portalada de l'església de Santa Eugènia de Saga

L'església de Santa Eugènia de Saga, d'estil romànic amb absis semicircular i capitells amb figures vegetals i d'animals amb cares humanes. A causa de la destrucció de la capella de Sant Joan, l'any 1793, va desaparèixer una antiga imatge.
La indústria del turisme ha urbanitzat, a la rodalia de Saga, assentaments residencials situats en la Solana, com la Pleta de Saga i la Devesa de Saga.